# Гайгер, Рольф
Рольф Гайгер (нем. Rolf Geiger; 16 октября 1934, Марбах-на-Неккаре, Людвигсбург — 29 ноября 2023) — западногерманский футболист, играл на позиции нападающего. Участник летних Олимпийских игр 1956 года.

## Биография

### Клубная карьера
В 1955 году Гайгер присоединился к клубу «Штутгартер Киккерс», в составе которого отыграл два сезона. В 1957 году перешёл в «Штутгарт», за который отыграл пять сезонов. В составе «швабов» Гайгер был одним из лучших игроков и отличался результативностью. В 1958 году вместе со «Штутгартом» выиграл Кубок Германии. Всего в южной Оберлиге сыграл 116 матчей и забил 59 голов.
В 1962 году Гайгер перешёл в клуб Серии A «Мантова». За «Мантову» Гайгер отыграл один сезон, сыграл 24 матча и забил 5 голов. В 1963 году вернулся в «Штутгарт», в составе которого играл четыре сезона. За этот период своей карьеры за «швабов» сыграл 70 матчей и забил 19 голов. Завершил карьеру в 1967 году.

### Карьера в сборной
В составе олимпийской сборной Германии принимал участие на олимпийском футбольном турнире 1956 года и сыграл в одном матче со сборной СССР (1:2). Всего за сборную Германии сыграл 8 матчей и забил 2 гола.

### Постигровая деятельность и смерть
По окончании игровой карьеры занимался бизнесом в сфере недвижимости и в 2010 году был избран почётным членом клуба «Штутгарт» «за выдающиеся достижения и многолетнюю службу».
Скончался 29 ноября 2023 года в возрасте 89 лет.